# ЗИС-101А-Спорт
ЗИС-Спорт — советский спортивный автомобиль, выпущенный в одном экземпляре на заводе ЗИС в городе Москве. Создан на шасси ЗИС-101. Согласно чертежам, назывался именно «ЗИС-Спорт». Распространённое название ЗИС-101А-Спорт является, таким образом, неофициальным.

## История создания
Спортивную версию модели ЗИС-101 по собственной инициативе спроектировала группа молодых инженеров из КБ экспериментального цеха ЗИС: начальник конструкторского бюро и экспериментального цеха ЗиС Владимир Яковлевич Кременецкий (задний мост с гипоидной передачей, впервые в СССР), студент Анатолий Пухалин (общая проработка, передняя подвеска; в это время он заканчивал вечерний факультет МАДИ и темой его дипломной работы был «Скоростной автомобиль») и инженер Николай Викторович Пульманов (форсировка двигателя ЗИС-101). Художник-кузовщик — Валентин Ростков. Опытный образец появился благодаря тому, что молодым инженерам в 1938 году удалось внести автомобиль в список «подарков матери Родине» к 20-летию Комсомола. На XVII Московской Партконференции в 1939 году автомобиль был представлен народным комиссаром среднего машиностроения И. А. Лихачёвым и получил одобрение Сталина и Кагановича.
В 2012 году в Крокус-Экспо на 20-й Олдтаймер-галерее Ильи Сорокина был впервые показан воссозданный по сохранившимся чертежам и фотографиям спорткар под названием «ЗИС-101А „Спорт“». Реплика построена реставрационным центром «Молотов-гараж», на данный момент реплика является экспонатом Музейного комплекса УГМК (Свердловская область, г. Верхняя Пышма). Оригинальный автомобиль предположительно утрачен во время Великой Отечественной войны, так как его не вывезли при спешной эвакуации автозавода в октябре 1941 года.

## Конструкция и характеристики
На автомобиль установили восьмицилиндровый двигатель ЗИС-101 с увеличенными степенью сжатия, рабочим объёмом (до 6060 см³) и мощностью (до 141 л. с. при 3300 об./мин.), впервые[уточнить] применён карбюратор с падающим потоком, кованые из алюминиевого сплава шатуны, работающие по шейкам коленчатого вала без вкладышей. В подвеске применили стабилизаторы поперечной устойчивости. Впервые в СССР применена гипоидная главная передача. Проектная скорость автомобиля была 180 км/ч, на испытаниях ЗИС-Спорт показал 164,7 км/ч.
- Подвеска передняя зависимая, на продольных рессорах.
- Подвеска задняя зависимая, на продольных рессорах.
- Тормоза механические, барабанные, с вакуумным усилителем.

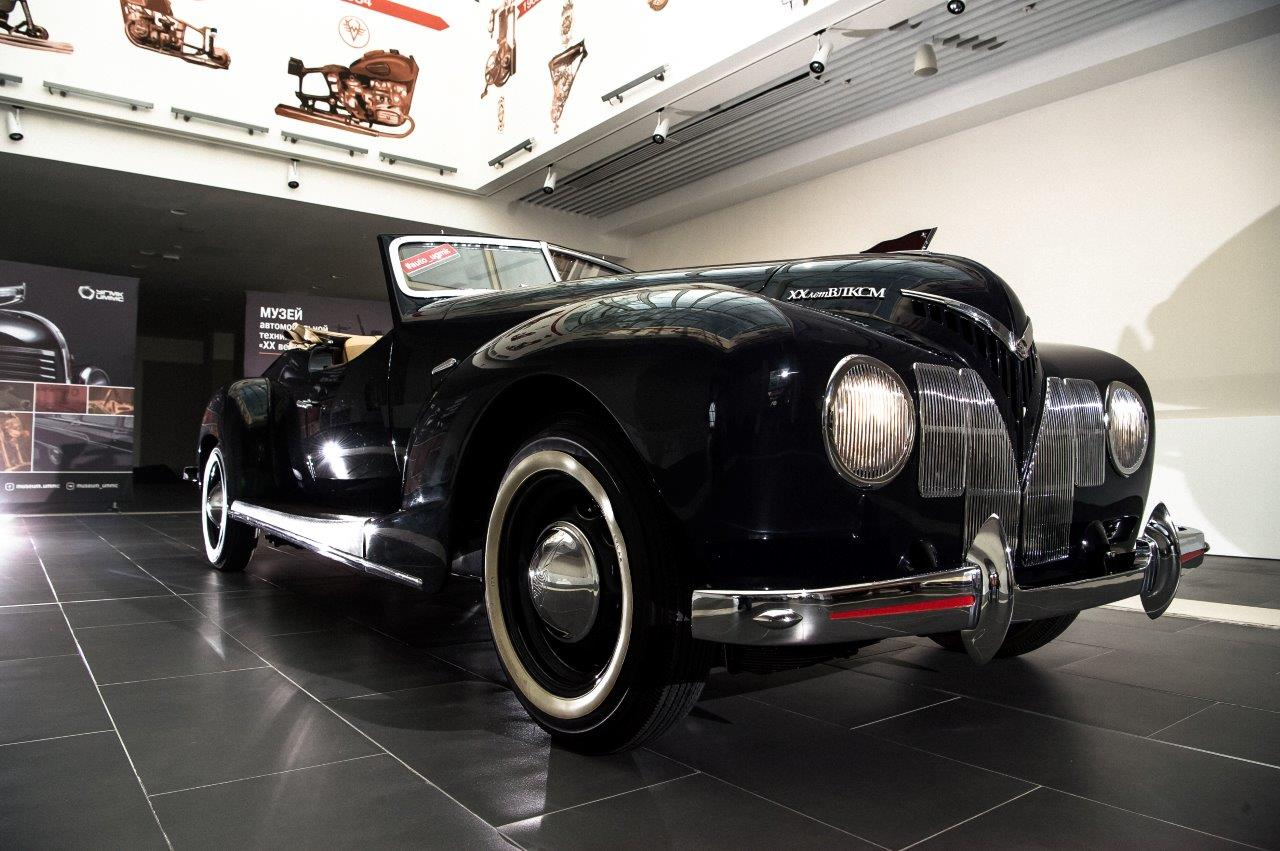
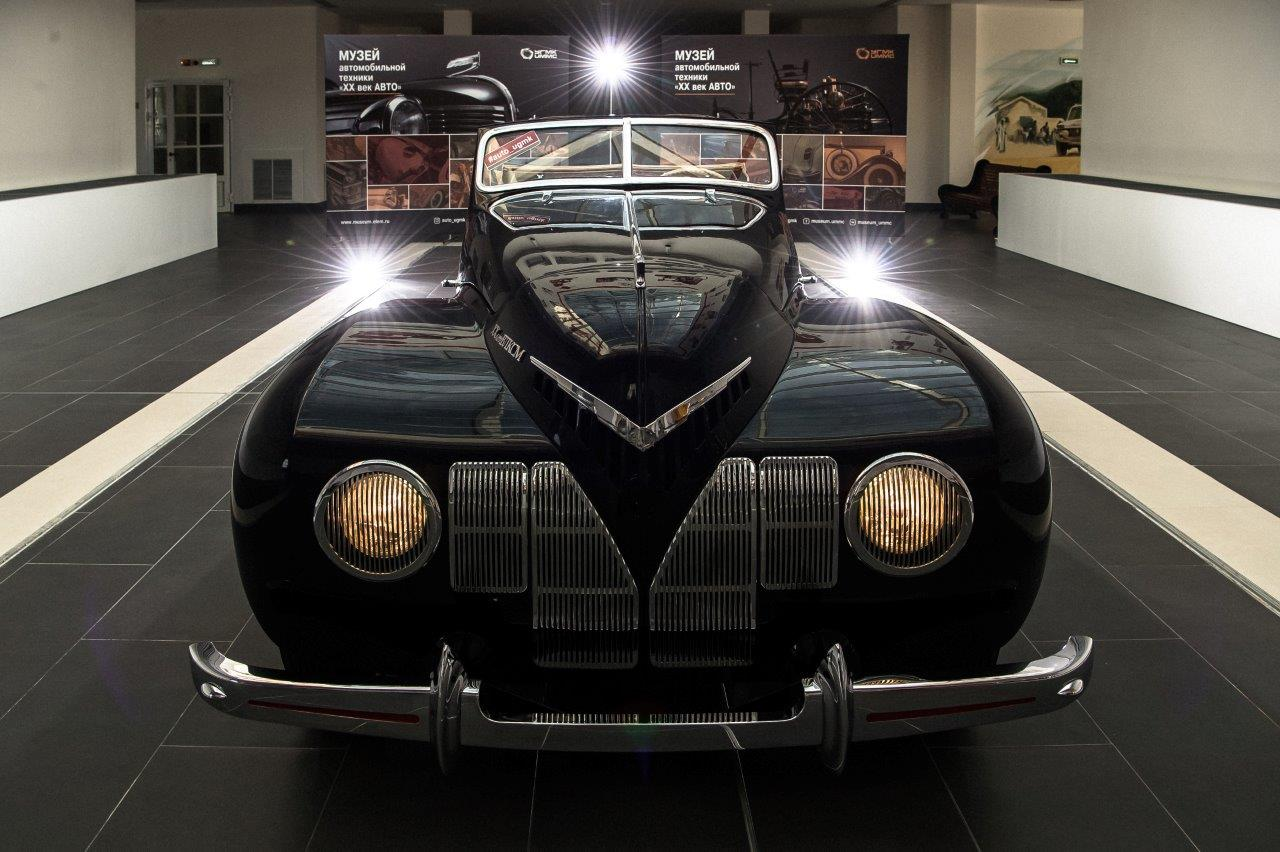
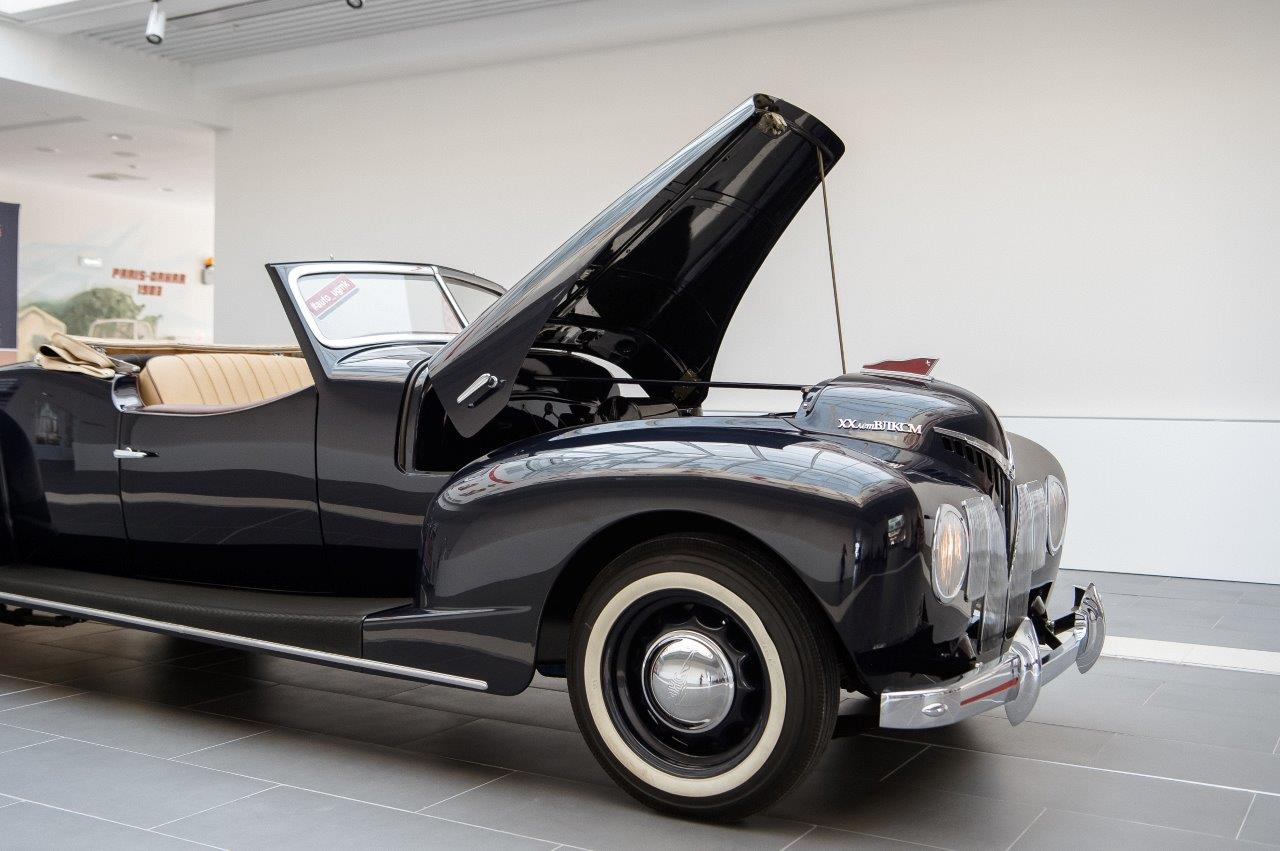
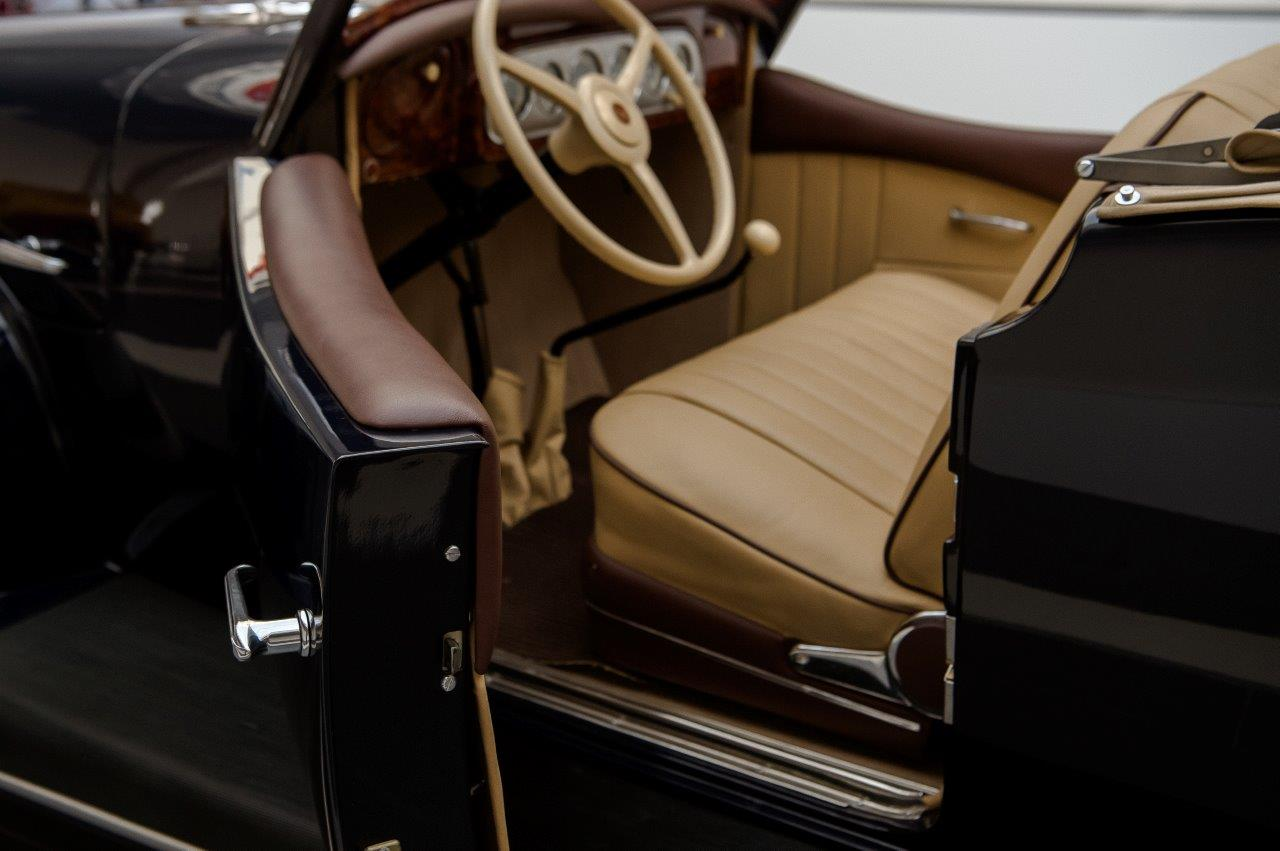
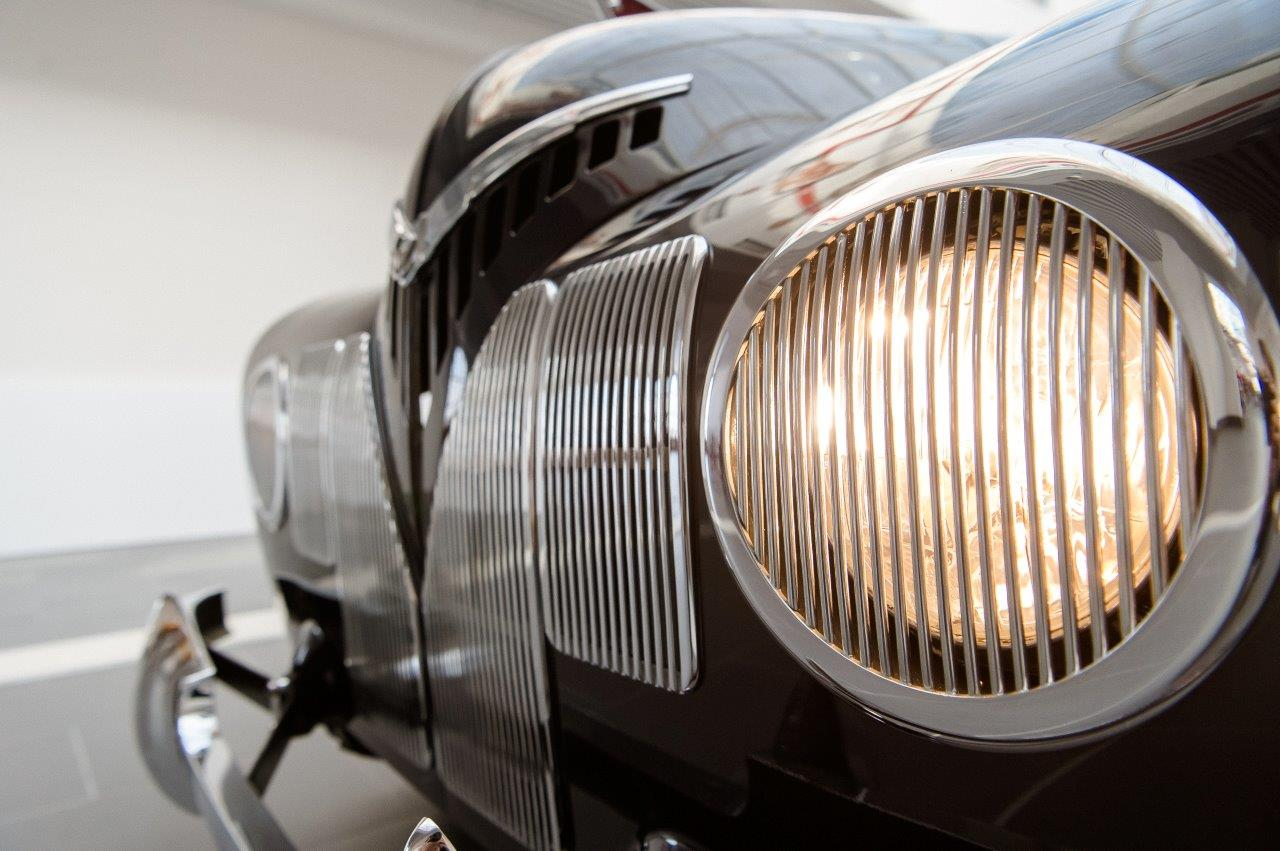
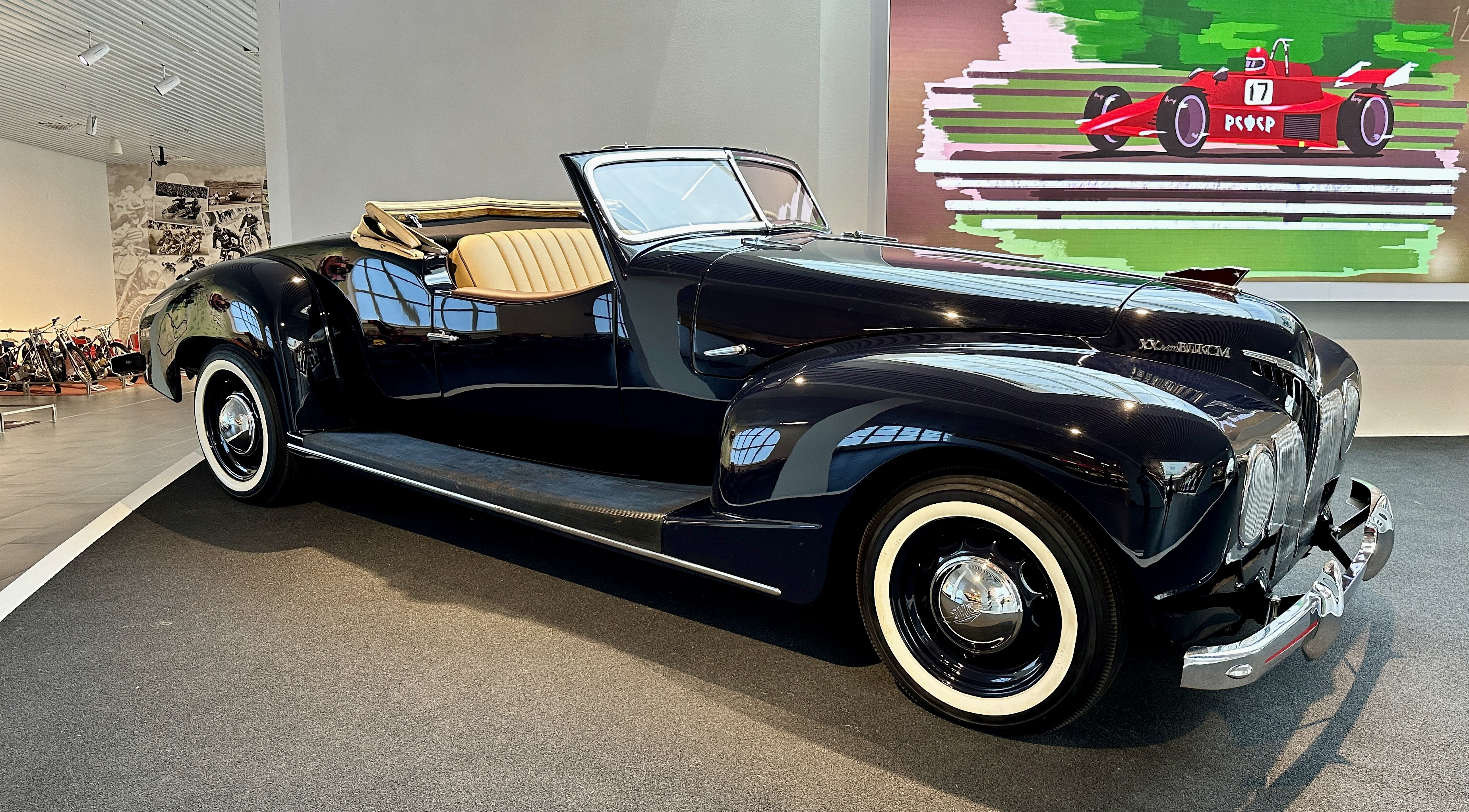

- Электрооборудование 6 В.
- Размер шин 190,5×432 мм.